# Сельское поселение Головачёвское
Сельское поселение Головачёвское — упразднённое в 2017 году муниципальное образование упразднённого Луховицкого муниципального района Московской области.
Административный центр — деревня Головачёво.

## Население
| 2006  | 2007  | 2008  | 2009  | 2010  | 2011  |
| ----- | ----- | ----- | ----- | ----- | ----- |
| 3626  | ↗3647 | ↗3660 | ↗3672 | ↘3500 | ↗3540 |
| 2012  | 2013  | 2014  | 2015  | 2016  | 2017  |
| →3540 | ↗3571 | ↗3586 | ↗3614 | ↗3617 | ↘3607 |

## Населённые пункты
В состав сельского поселения входит 14 населённых пунктов:
| Название          | Тип     | Население (2006) | Почтовый индекс | ОКАТО          |
| ----------------- | ------- | ---------------- | --------------- | -------------- |
| Аксёново          | деревня | 399              | 140500          | 46 230 802 001 |
| Выкопанка         | деревня | 350              | 140530          | 46 230 810 005 |
| Головачёво        | деревня | 1102             | 140500          | 46 230 816 001 |
| Гольцово          | деревня | 11               | 140500          | 46 230 816 002 |
| Городище          | деревня | 83               | 140500          | 46 230 802 002 |
| Ивачево           | деревня | 33               | 140500          | 46 230 802 003 |
| Ларино            | деревня | 90               | 140500          | 46 230 816 004 |
| Подлесная Слобода | село    | 286              | 140501          | 46 230 802 004 |
| Подлипки          | деревня | 27               | 140530          | 46 230 810 003 |
| Псотино           | деревня | 302              | 140530          | 46 230 810 004 |
| Сельхозтехника    | посёлок | 854              | 140530          | 46 230 810 001 |
| Строилово         | деревня | 44               | 140500          | 46 230 816 005 |
| Торжнево          | деревня | 2                | 140500          | 46 230 816 006 |
| Чуприково         | деревня | 43               | 140503          | 46 230 802 005 |

## Власть
Глава муниципального образования «сельское поселение Головачёвское» Луховицкого муниципального района Московской области — Коробкова Ольга Владимировна.
Число депутатов в представительном органе сельского поселения Головачёвское определено в соответствии с законом Московской области от 30 марта 2005 г. № 96/2005-ОЗ «Об обеспечении реализации отдельных положений Федерального закона „Об общих принципах организации местного самоуправления в Российской Федерации“» и составляет 10 человек.
Председателем Совета депутатов сельского поселения является Егоров Николай Владимирович.

## История
Сельское поселение Головачёвское образовано в 2004 году. В его состав вошли из Аксёновского сельского округа: село Подлесная Слобода, деревни Аксёново, Городище, Ивачево и Чуприково; из Выкопанского сельского округа посёлок Сельхозтехника, деревни Выкопанка, Подлипки и Псотино; из Гольцовского сельского округа деревни Головачёво, Гольцово, Ларино, Строилово и Торжнево.

## Символика

### Флаг
Утверждён решением Совета депутатов муниципального образования «сельского поселения Головачёвское» Луховицкого района Московской области от 22 марта 2007 года № 68/19, внесён в Государственный геральдический регистр Российской Федерации под № 3147.
Описание:
Флаг Головачёвского сельского поселения представляет собой прямоугольное желтое полотнище с соотношением сторон 2:3, несущее у древка красную вертикальную полосу (шириной в 1/5 длины полотнища) и примыкающую к ней голубую нисходящую полосу (шириной в 1/5 длины полотнища) с тремя белыми трилистными крестами; верхний и нижний края голубой полосы упираются соответственно в углы вверху и внизу желтой части полотнища.

### Герб
Утверждён решением Совета депутатов муниципального образования «сельского поселения Головачёвское» Луховицкого района Московской области от 22 марта 2007 года № 67/19, внесён в Государственный геральдический регистр Российской Федерации под № 3146.
Описание:
В золотом поле лазоревая перевязь справа, обремененная тремя серебряными трилистными крестами сообразно щиту; в левой вольной части герб Московской области.